# Synagoge (Cegléd)

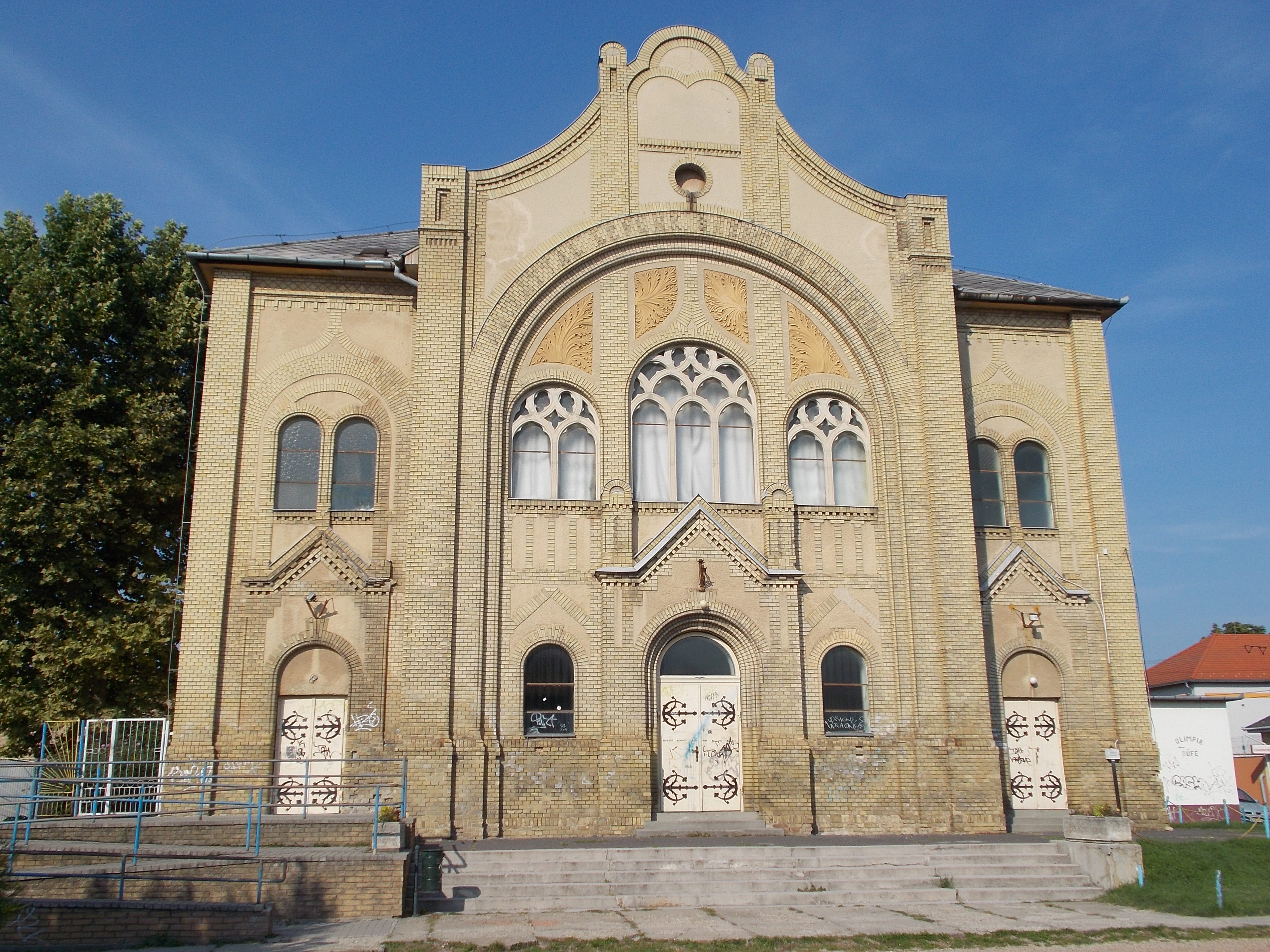
Synagoge in Cegléd

Die Synagoge in Cegléd, einer ungarischen Stadt im Komitat Pest rund 80 Kilometer südöstlich der Hauptstadt Budapest, wurde 1905 errichtet. Die profanierte Synagoge, die nach Plänen des Architekten Lipót Baumhorn errichtet wurde, ist ein geschütztes Kulturdenkmal. Sie wird als Sporthalle genutzt.